# The Graduate (trilha sonora)
| Críticas profissionais | Críticas profissionais |
| Avaliações da crítica  | Avaliações da crítica  |
| Fonte                  | Avaliação              |
| ---------------------- | ---------------------- |
| allmusic               | link                   |

The Graduate é um álbum de canções da trilha sonora do filme The Graduate, dirigido por Mike Nichols. Muitas das canções foram compostas pela dupla de folk rock Simon and Garfunkel. A trilha sonora foi lançada em 21 de janeiro de 1968, produzida por Teo Macero.

## Faixas

### Lado A
1. "The Sounds of Silence"- 3:06
2. "The Singleman Party Foxtrot" - 2:53
3. "Mrs. Robinson" (instrumental) - 1:15
4. "Sunporch Cha-Cha-Cha" - 2:54
5. "Scarborough Fair/Canticle" - 1:42
6. "On the Strip" - 2:00

### Lado B
1. "April Come She Will" - 1:51
2. "The Folks" - 2:28
3. "Scarborough Fair/Canticle" - 6:22
4. "A Great Effect" - 4:07
5. "The Big Bright Green Pleasure Machine" - 1:46
6. "Whew" - 2:12
7. "Mrs. Robinson" - 1:12
8. "The Sounds of Silence" - 3:08

## Desempenho nas paradas musicais
| parada musical (1968)             | Melhor posição |
| --------------------------------- | -------------- |
| Austrália Australian Albums Chart | 2              |
| Noruega Norwegian Album Charts    | 2              |
| Reino Unido UK Albums Chart       | 3              |
| Estados Unidos US Album Charts    | 1              |